# Theridion cynicum
Theridion cynicum är en spindelart som beskrevs av Willis J. Gertsch och Stanley B. Mulaik 1936. Theridion cynicum ingår i släktet Theridion och familjen klotspindlar. Inga underarter finns listade i Catalogue of Life.